# Maria Rita Brondi
Maria Rita Brondi, née à Rimini le 5 juillet 1889, morte à Rome le 1er juillet 1941, est une guitariste classique, luthiste, chanteuse et compositrice italienne. Concertiste, chercheuse et historiographe de la guitare et du luth, elle a joué un rôle décisif dans le regain de popularité de ces instruments au XXe siècle.

## Biographie
Maria Rita Brondi est née dans une famille modeste de Rimini. Son père, Angelo Tommaso Brondi, employé des chemins de fer de l’Adriatique, est un guitariste amateur et lui enseigne l'instrument. Ses parents joueront un rôle essentiel dans la carrière de leur fille, établissant des contacts dans les milieux artistiques et s'occupant de la promotion de l'artiste.
Maria Rita Brondi part à Bologne pour étudier la guitare classique et le luth avec Luigi Mozzani. En décembre 1906, elle se rend avec sa mère à Barcelone pour étudier avec Francisco Tárrega, que la délicatesse du toucher et la justesse de l'expression de la jeune fille impressionnent. Il écrit pour elle et lui dédie un menuet : « A mi predilecta discipula y noble señorita Maria Rita Brondi »,.
À son retour d'Espagne, Maria Rita Brondi commence une longue carrière de concertiste admirée pour sa virtuosité. Elle joue en Italie, en Allemagne et Autriche, en Angleterre. Elle joue à Paris, où le peintre Emilio Rizzi (it) fait son portrait. À Londres, en 1911, elle rencontre Francesco Paolo Tosti avec qui elle suit des cours de chant. Elle compose des romances pour chant et guitare. Pendant la Première Guerre mondiale, elle donne plus de cinq cents concerts dans les hôpitaux militaires.
Au début des années 1920, ses concerts présentent la chronologie de l'évolution du luth et de la guitare dans une mise en scène élaborée : elle joue en costume d'époque devant des décors évoquant différentes périodes.
En 1926, elle publie ll liuto e la chitarra. Ricerche storiche sulla loro origine e sul loro sviluppo, livre immédiatement loué par les spécialistes, tel que le musicologue français Lionel de La Laurencie, qui écrit que cet ouvrage de « Mlle M.-R. Brondi, l’excellente luthiste et guitariste italienne » présente « un travail d’organographie, qui clarifie singulièrement le problème si complexe des origines et de l’évolution du luth et de la guitare. ». Le livre est reconnu comme d'importance primordiale dans la renaissance de la popularité de ces instruments, et est réédité plusieurs fois (1979, 2008). De grands guitaristes du XXe siècle, comme Julian Bream, mentionnent son rôle et son influence sur leur formation,.
La même année, elle épouse Carmelo Arnone à Rome. Après la naissance de sa fille Maria Pia, Maria Rita Brondi se produit moins en public mais reste active dans le milieu de la guitare classique. Elle écrit des articles pour de nombreuses revues et rédige pour l'encyclopédie Treccani les articles sur la guitare (1931) et sur le luth (1934), signés Maria Rita Arnone Brondi.
Frappée d'une maladie incurable, Maria Rita Brondi meurt en 1941. Elle est enterrée au cimetière du Verano.

## Publication
- ll liuto e la chitarra. Ricerche storiche sulla loro origine e sul loro sviluppo, Bocca Editori, Torino (1926)